# 佛罗伦萨圣若翰洗者洗礼堂

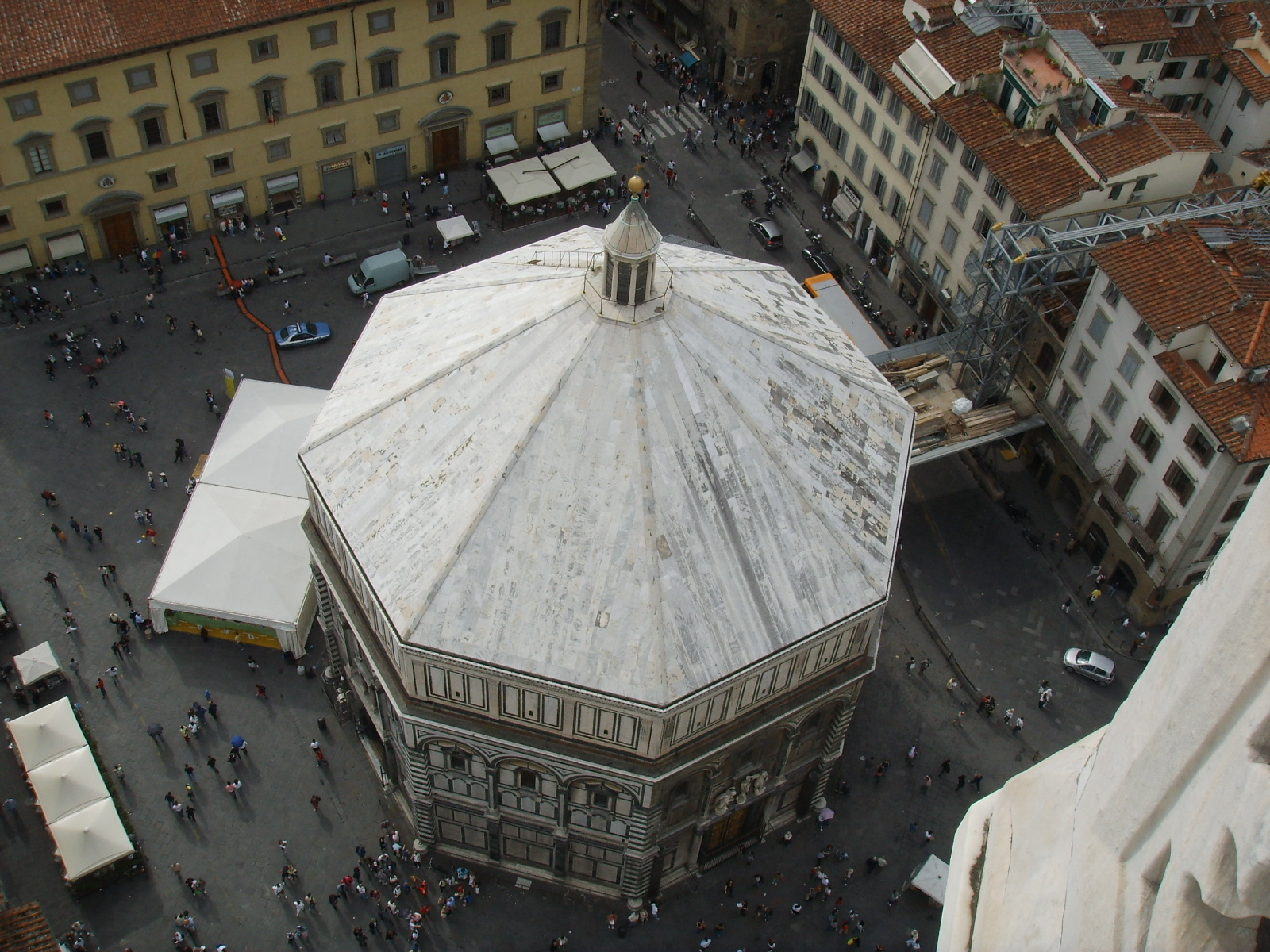
从西南方俯视聖若翰洗者洗禮堂

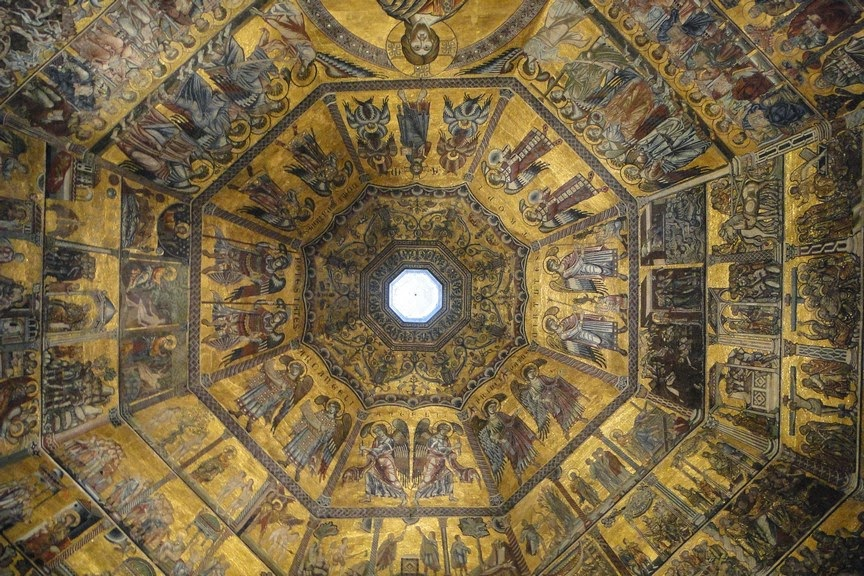
從內部觀看圓頂中央部分

佛罗伦萨聖若翰洗者洗禮堂（義大利語：Battistero di San Giovanni）是意大利佛罗伦萨主教座堂广场的一座天主教宗教建筑，列入乙级宗座圣殿。是圣母百花圣殿所辖的洗礼用教堂，位于圣殿正西，与后者的西侧主入口相对。 
洗礼堂是佛罗伦萨现存最古老的建筑之一，在11世纪祝圣启用。其建筑造型模仿拉特朗圣若望大殿的洗礼堂，为正八棱柱，正西侧加建有高度略低的附属用房。其建筑风格属于罗曼式，但具体建造时间存疑，一说为1059年到1128年。
洗礼堂在正南、正北和正东三面留有出入口，其余五面封闭。入口均设有以青铜镶板装饰的大门，其中东侧大门的浮雕镶板全部镀金，由洛伦佐·吉贝尔蒂设计铸造，被米开朗琪罗称为“天堂之门”，被称为开启了文艺复兴。
但丁等许多文艺复兴领袖和美第奇家族成员，均在此受洗。直到19世纪末，所有佛罗伦萨天主教徒均在此受洗。

## 入口大门

### 东门

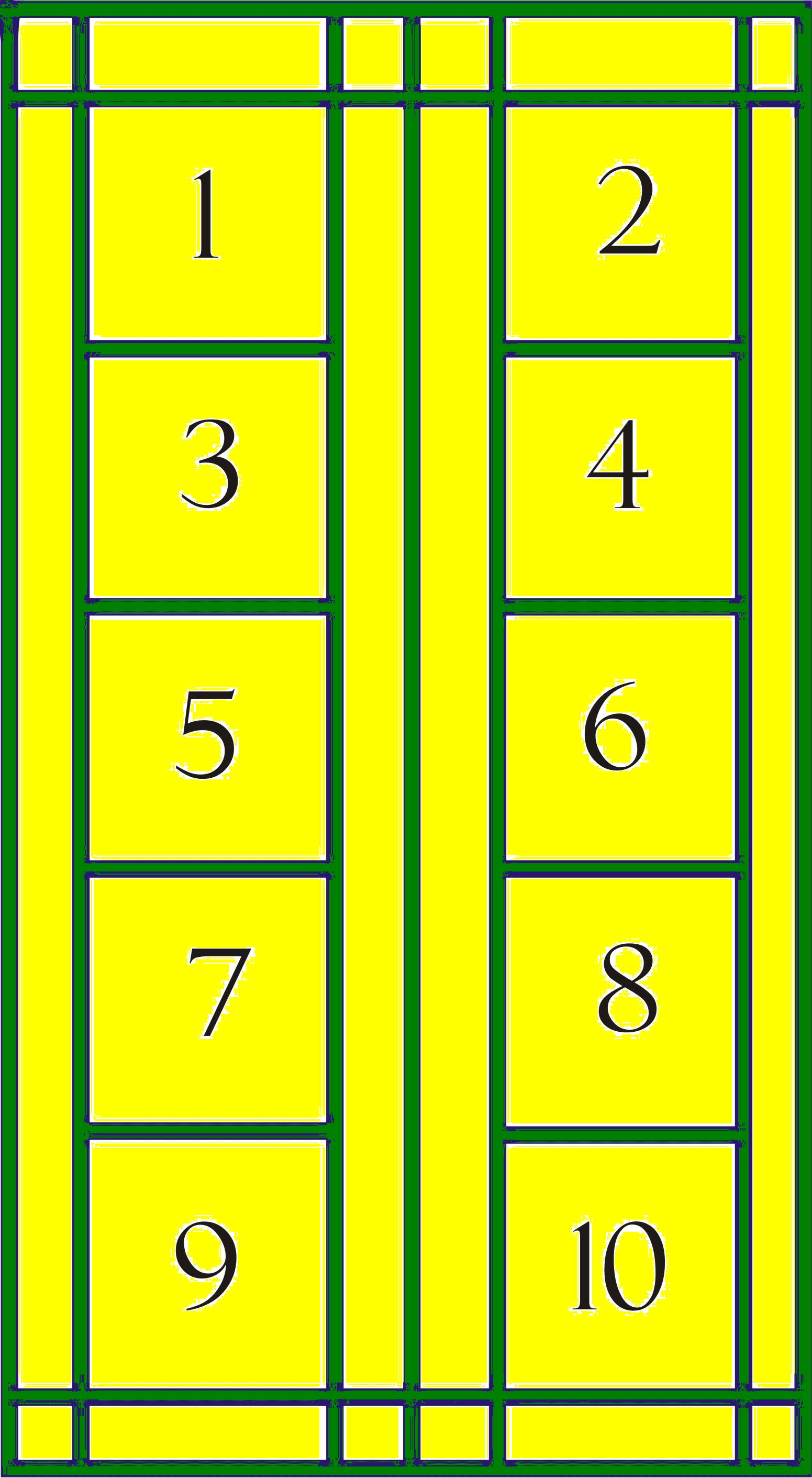
天堂之门镶板编号

东门是主入口，即“天堂之门”（Porta del Paradiso），其镶板由吉贝尔蒂赢得设计竞赛担当铸造。浮雕图案主要源于梅瑟五经，按照编号内容如下：
1. 亚当与厄娃（Adamo ed Eva，创世纪2-3），又名亚当和夏娃
2. 加音与亚伯尔（Caino e Abele，创4），又名该隐和亚伯
3. 诺厄（创5-9），又名挪亚
4. 亚巴郎（Abramo，创12-20）），又名亚伯拉罕
5. 依撒格、依市玛尔与雅各伯（Isacco, Esaù e Giacobbe，创21-25），又名以撒、以扫和雅各
6. 若瑟（创37-50），又名约瑟
7. 梅瑟（出谷纪），又名摩西
8. 若苏厄（Giosuè，若苏厄书），又名约书亚
9. 达味，又名大卫
10. 撒罗满与舍巴女王（Davide，列王纪下10），又名所罗门和示巴女王

从1966年之后，原址只展出复制品，原件在教堂博物馆展出。

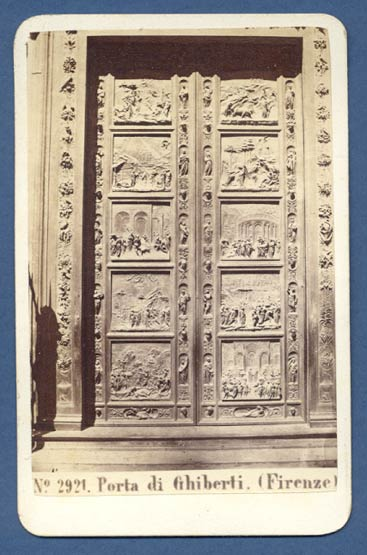
1869年历史照片
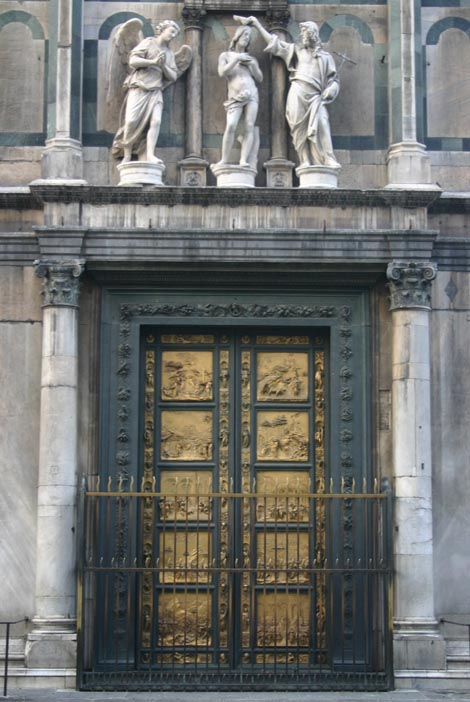
现状照片（复制品）
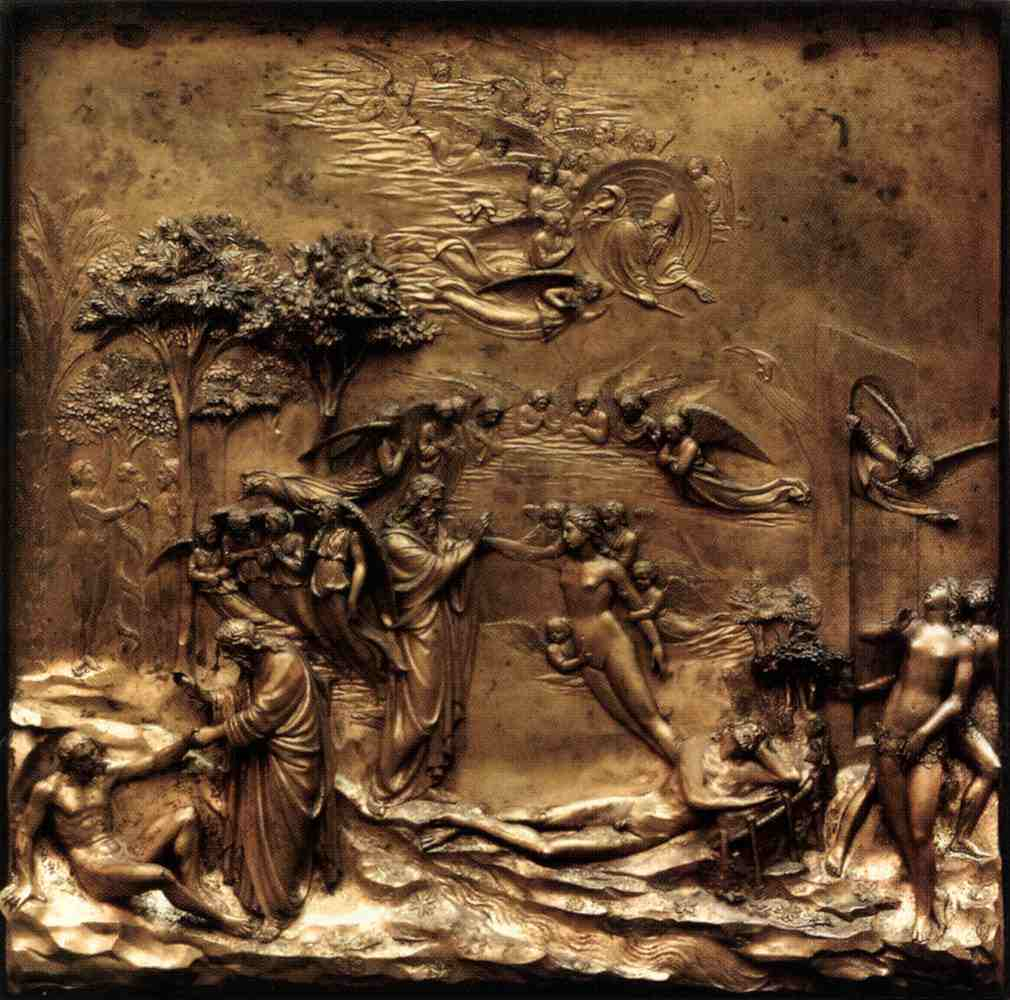
亚当与厄娃（原件）
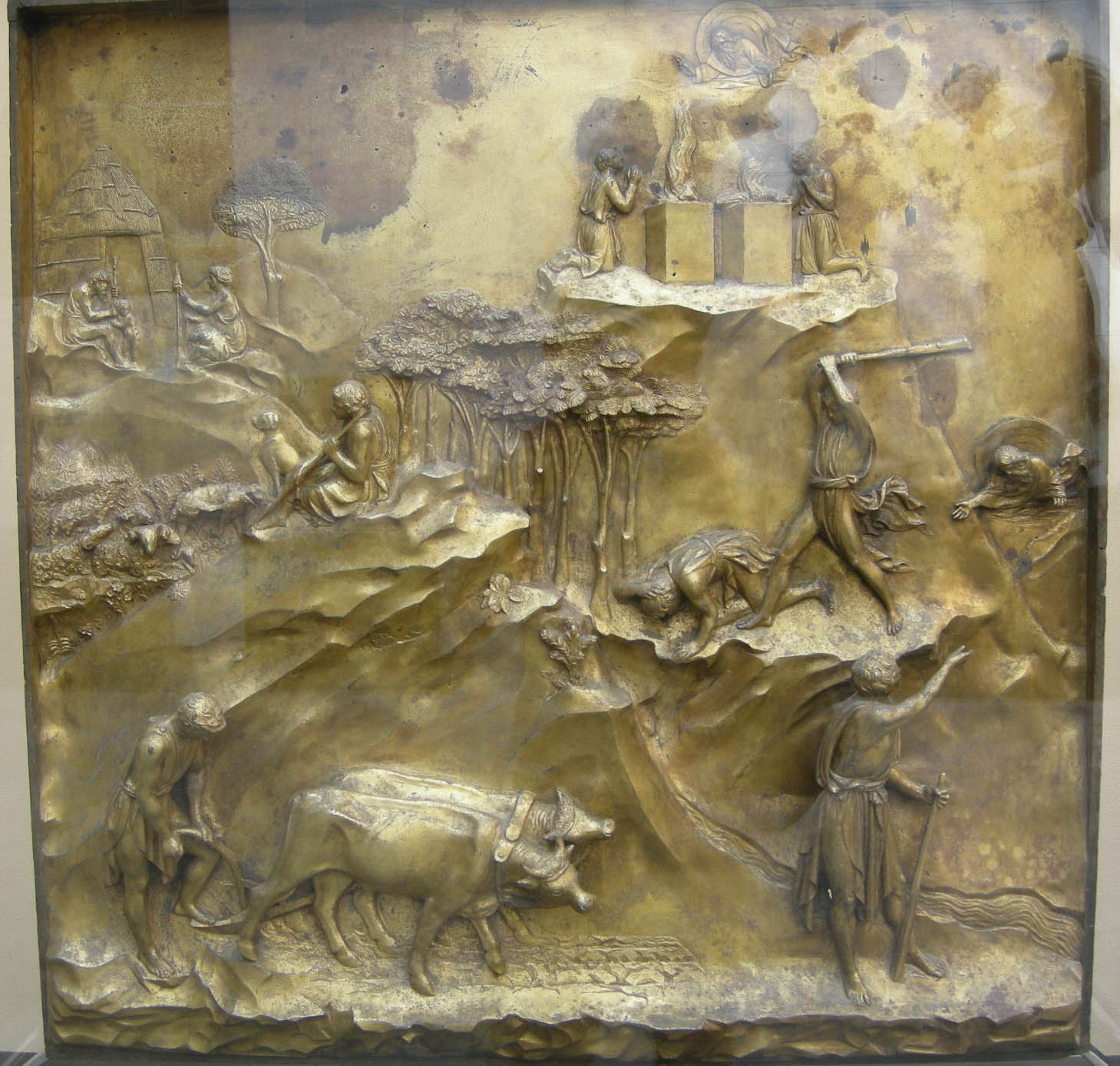
加音与亚伯尔（原件）
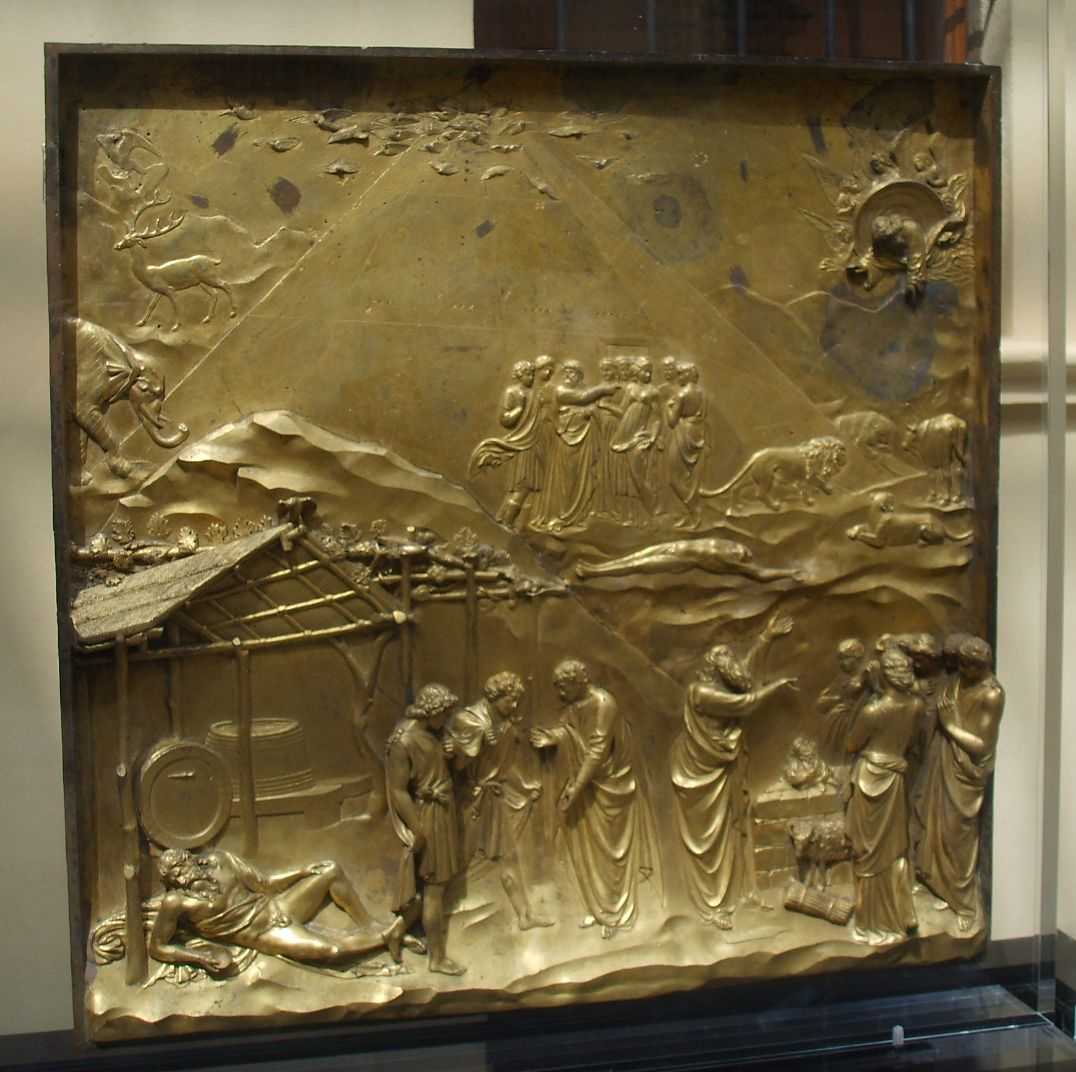
诺厄（原件）
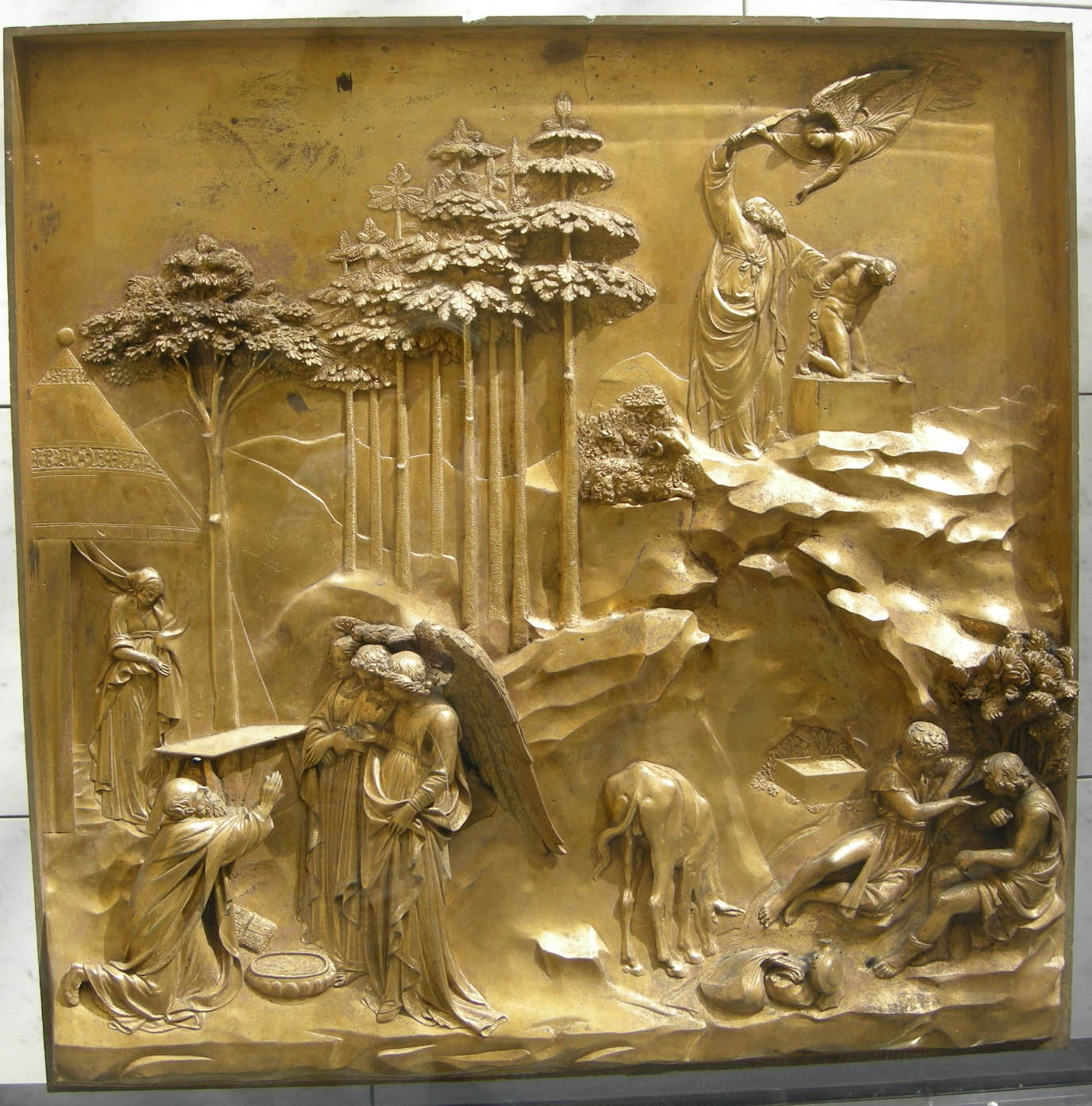
亚巴郎（原件）

|  |  |